# Дара
Дара је име које се појављује у разним језицима и има разна значења.

## Хебрејско име
Као име на хебрејском, намењено је и девојчицама и дечацима. Значење мушког имена има тешко преводиво значење „ син храстове саосећајности“. Једноставније тумачење је да ово име на хебрејском значи „грумен мудрости“ и у вези је са библијском личношћу, која је Јудин потомак, чију мудрост и симболише. Као женско име има значење „бисер мудрости“ или „саосећајна“.

## Шкотско и ирско име
И у Ирској и Шкотској је ово унисекс име, скраћено од имена,, Мак Дара" (ир. Mac Dara), са истим значењем као на хебрејском. Ирски светац из 6. века носи ово име. Име Дара у овом случају може бити и англиканизована форма имена Dáire (мушко име у значењу „плодан“, „плодоносан“). Ово име су користили и Гали у значењу „дрво храста“.

## Кмерско име
На кмерском значи „звезда“ и такође је унисекс име.

## Персијско име
На персијском је ово мушко име које значи „имућан“.

## Српско име
У Србији, ово име је изведено од именице дар, попут мушког имена Дарко.

## Популарност
У периоду од 1960. до 1993. женско име Дара је било међу првих 1.000 у САД, а највећу популарност је имало 1970. када је било међу првих 600. У Ирској је од 1998. до 2003. као мушко име било међу првих 120. У јужној Аустралији се ово име у појединим годинама појављује међу првих 2.000 и као женско и као мушко.

## Занимљивост
Постоје два насељена места која носе назив Дара; у Сирији и Авганистану.
- Дара (Сирија)
- Дара (округ)
- Дара (покрајина)
- Дара (Месопотамија)